# Жорж Перек
Жорж Перек (фр. Georges Perec; 7 березня 1936, Париж — 3 березня 1982, Іврі-сюр-Сен) — французький письменник і кінорежисер. Член літературного об'єднання УЛІПО. Один з найбільших новаторів французької прози другої половини XX століття.

## Біографія
Жорж Перек народився в одному з робітничих кварталів XIX округу Парижа як єдиний син Ісека Переца та Сірли Шулевич, польських євреїв, що у 20-ті роки минулого століття емігрували до Франції. З початком Другої світової війни батько Перека вступив до французького війська, у 1940 році загинув у бою. У 1941 році мати Перека, аби порятувати сина від антиєврейських акцій нацистів, посадила його на санітарний потяг, що їхав до містечка Віллар-де-Лан, де він перебував якийсь час під опікою Червоного хреста. Сама мати Перека в 1943 році була схоплена нацистами, припускають, що вона загинула в таборі смерті Аушвіц. У 1942 році Жоржа взяли на виховання його дядько й тітка, в 1945 році вони його всиновили.
У 1949 році Перек пройшов курс психотерапії у Франсуази Долто. Перек рано покинув університетські студії історії й соціології. Проте завдяки вчителю філософії Жану Дювіньо почав друкуватися у поважних журналах, як то Нувель Ревю Франсез та Ле Леттр Нувель.
У 1958—1959 роках Перек пройшов військову службу у французькому війську в місті По. Служив у десантних військах. Після армії одружився з Полеттою Петрас. У 1960—1961 роках вони жили у місті Сфакс (Туніс), де Полетта працювала вчителькою.
Перші романи («Замах в Сараєво», «Кондотьєр»), написані в основному під час проходження військової служби (1958—1959), не були опубліковані. Робота над проектом журналу марксистського спрямування «Генеральна лінія» (1959-63, так і не вийшов у світ) значною мірою сприяла формуванню поглядів Перека на літературу.
З 1961 року Перек працював архіваром нейрофізіологічної лабораторії лікарні Святого Антуана. Місце було низькооплачуване, проте Перек залишався на цій роботі до 1978 року. Паралельно він працював для CNRS.
1965 року перший твір Перека «Речі» («Les choses») здобув Премію Ренодо.
З 1967 року Перек приєднався до створеної Раймоном Кено літературної групи УЛІПО. Сам Кено та інші представники групи мали відчутний вплив на творчість Перека. Група УЛІПО займалася, зокрема, питаннями можливого взаємозв'язку між математикою та поезією, а також намагалася виробити нові літературні форми шляхом створення певних формальних обмежень, наприклад невживання у художньому творі однієї з літер абетки (так звана Ліпограма). Головний твір Перека, роман «Життя: інструкція з використання» був присвячений Ремону Кено.
У кінці 60-х років Перек разом з музикантом Філіппом Дрого працював над серією радіоп'єс. Згодом звернувся до кінематографа. Перший фільм Перека, який базувався на його романі «Людина, що спить», у 1974 році здобув Премію Жана Віґо.
Роман «Життя: інструкція з використання» (фр. La Vie mode d'emploi) приніс Переку в 1978 році довгоочікуваний успіх та певні прибутки. Роман був відзначений престижною премією Медічі.
У 1981 році працював в Університеті Квінсленда (Австралія). Там він почав свій останній незавершений твір «53 дні».
Після повернення з Австралії здоров'я Перека значно погіршилося. Незадовго до свого 46-ого дня народження у 1982 році він помер від раку легень.
Приватний архів Перека зберігається в Національній бібліотеці Франції (філія Бібліотека Арсеналу).

## Творчість
Однак навіть у Франції Перек сприймається крізь призму певних стереотипів, що помітно звужують і спрощують сенс його творчості. Для більшості він — один з останніх авангардистів і перших постмодерністів 1960-х років, він відноситься до покоління тих митців, що створювали літературу трансгресії, хеппенінгу, що ставили питання антропологічного, соціологічного і політичного характеру.
Втім, автор 44 творів, різних за обсягом, жанром та манерою письма, Перек відомий перш за все як автор чотирьох романів — «Речі», «Зникнення», «W, або спогад дитинства» та «Життя: інструкція з експлуатації», Також він відомий як геніальний кросвордист, майстер літературного пазла, творець нового типу ігрової літертури.
Твори Перека часто мають експериментальний характер, автор вдається до гри слів, різних формальних обмежень (ліпограми) та обирає для своїх творів особливо складну структуру.
Одним з центральних романів Перека є роман «Життя: інструкція з експлуатації», у якому описується життя мешканців одного з паризьких будинків. Оповідь Перека перескакує на плані будинку, який додається, як шахова фігура кінь з одного помешкання до іншого, створюючи таким чином величезну панораму пов'язаних між собою історій та характерів. У центрі оповіді стоїть історія одного чоловіка, який малює акварелі, що їх потім у своїй майстерні розрізає виробник пазлів. Сама ідея пазла є програмною для структурного принципу цього роману та деяких інших творів Перека.
Інший його твір «W, або спогад дитинства» (W ou le souvenir d'enfance) поєднує власні спогади та дистопічну історію міста, організованого за принципом спортивних змагань.
Велике значення для творчості Перека має проблема інтертекстуальності (Жерар Женетт). Так у книзі «Зимова подорож» (Le voyage d'hiver) йдеться про книгу XIX століття, на яку посилаються майже всі видатні автори світової літератури, не називаючи джерела посилання.
Роман «Зникнення» (La Disparition) описує детективну історію, але головною його родзинкою є відсутність у всьому тексті найпоширенішої літери французької абетки e.
Перек також складав численні кросворди і навіть паліндром на 1300 слів у формі листа, що називався EDNA D'NILU [Архівовано 22 листопада 2011 у Wayback Machine.]. Цей лист від звертання до підпису можна читати як звичним способом, так і навпаки.

## Пошанування
Відкритий у 1982 році астероїд 2817 названо іменем Перека. У XIX окрузі Парижа є вулиця Жоржа Перека. З 1982 року діє Асоціація друзів Жоржа Перека, що займається популяризацією його творчості й видає однойменні Зошити:
- Перший випуск зошитів: Colloque de Cerisy, juillet 1984 (P.O.L. éditeur, 1985) — присвячений колоквіуму в Міжнародному культурному центрі Серізі-ла-Саль
- Другий : W ou le souvenir d'enfance: une fiction (Séminaire 1986/1987) (Textuel 34/44 n° 21, 1988)
- Третій: Presbytère et prolétaires: le dossier PALF. Avec Marcel Bénabou (Éditions du Limon, 1989)
- Четвертий : Les poèmes hétérogrammatiques (Éditions du Limon, 1990)
- П'ятий : Mélanges (Éditions du Limon, 1993)
- Шостий : L'Œil, d'abord… Georges Perec et la peinture (Éditions du Seuil, 1996), contenant des études de Jean-Yves Pouilloux, Bernard Magné, Ian Monk, Dominique Quélen, etc.
- Сьомий : Antibiotiques (Le Castor astral, 2003)
- Восьмий : Colloque de Montréal (Le Castor astral, 2005)
- Дев'ятий : Le Cinématographe (Le Castor astral, 2006)

## Твори

### Прижиттєві видання
- Les Choses. Une histoire des années soixante (Julliard, collection Les Lettres nouvelles, 1965, prix Renaudot)
- Quel petit vélo à guidon chromé au fond de la cour ? (Denoël, 1966)
- Un homme qui dort (Denoël, 1967)
- La Disparition (Denoël, 1969)
- Petit traité invitant à la découverte de l'art subtil du go (Christian Bourgois, 1969)(avec Pierre Lusson et Jacques Roubaud)
- Les Revenentes (Julliard, 1972)
- Die Maschine (Reclam, Stuttgart 1972) (avec la collaboration d'Eugen Helmlé)
- Oulipo. Créations, Re-créations, récréations (Gallimard, collection Idées, 1972) (avec Raymond Queneau, Paul Fournel et les membres de l'Oulipo)
- La Boutique obscure. 124 rêves (Denoël, 1973)
- Espèces d'espaces (Galilée, 1974)
- Ulcérations (Bibliothèque oulipienne, 1974)
- W ou le Souvenir d'enfance (Denoël, 1975)
- Tentative d'épuisement d'un lieu parisien, UGE, 1975
- Alphabets. Cent soixante-seize onzains hétérogrammatiques, (Galilée, 1976) (illustré par Dado).
- Je me souviens. Les choses communes I, (Hachette, collection P.O.L., 1978) (effet de l'évocation de nombreux détails sur la mémoire)
- La Vie mode d'emploi. Romans (Hachette, 1978, prix Médicis)
- Les mots croisés, précédés de considérations de l'auteur sur l'art et la manière de croiser les mots (Mazarine, 1979)
- Un cabinet d'amateur. Histoire d'un tableau (Balland, 1979)
- La Clôture et autres poèmes (Hachette, 1980)
- Récits d'Ellis Island. Histoires d'errance et d'espoir (INA/Éditions du Sorbier, 1980) (en collaboration avec Robert Bober)
- Théâtre I (Hachette, 1981)

### Посмертні видання
- Épithalames (Bibliothèque oulipienne, 1982)
- Tentative d'épuisement d'un lieu parisien (Christian Bourgois, 1982)
- Penser/Classer (Hachette, 1985)
- Les Mots croisés II (P.O.L.-Mazarine, 1986)
- 53 jours (P.O.L., 1989, roman inachevé, publié à titre posthume)
- Vœux (Éditions du Seuil, collection Librairie du XXe siècle, 1989)
- Presbytère et prolétaires: Le dossier P.A.L.F (Éditions du Limon, deuxième livraison des Cahiers Georges Perec, 1989) (avec Marcel Bénabou)
- Je suis né (Éditions du Seuil, collection Librairie du XXe siècle, 1990)
- Cantatrix Sopranica L. et autres écrits scientifiques (Éditions du Seuil, collection Librairie du XXe siècle, 1991)
- L. G., une aventure des années soixante (Éditions du Seuil, collection Librairie du XXe siècle, 1992)
- Le Voyage d'hiver (Recueil de 4 nouvelles écrites par Serge Rezvani, Jacques Chessex, Jean Freustié et Georges Perec consacrées aux saisons) (Hachette, collection Saisons, 1979, In-12 agrafé, tirage unique à 1000 exemplaires n° hors commerce sur vergé) (rééd. Éditions du Seuil, collection Librairie du XXe siècle, 1993 puis 2009)
- Beaux présents, Belles absentes (Éditions du Seuil, collection Librairie du XXe siècle, 1994)
- L'Infra-ordinaire (Éditions du Seuil, collection Librairie du XXe siècle, 1996)
- What a man ! (Le Castor astral, collection L'iutile, 1996) (monovocalisme en a)
- Perec/rinations (Zulma, 1997)
- Cher, très cher, admirable et charmant ami… Correspondance Georges Perec — Jacques Lederer, 1956—1961 (Flammarion 1997)
- Jeux intéressants (Zulma, 1999)
- Nouveaux jeux intéressants (Zulma, 1999)
- Les Mots croisés (P.O.L., 2003)
- Entretiens et conférences (en 2 volumes, Joseph K., 2003)
- L'art et la manière d'aborder son chef de service pour lui demander une augmentation (Hachette Littératures, 2008)
- Quelques-unes des choses qu'il faudrait tout de même que je fasse, ill. Bruno Gibert (Autrement, 2009)
- Voeux (Éditions du Seuil, 2009)

## Українські переклади
- Жорж Перек. W, або спогад дитинства. — Київ: Університетське видавництво «Пульсари», 2014.
- Жорж Перек. Речі. Людина, що спить. Пер. з французької Роман Осадчук. — Київ: Комубук, 2022.

## Фільми
- Ellis Island, телефільм за участю Робера Бобера
- 1973: Людина, що спить (Un homme qui dort)
- 1975: Les lieux d'une fugue
- 1979: Повернення до коханої (Le retour à la bien-aimée)
- 1979: Série noire